# 蒋荣昌
蒋荣昌，河南睢州（今河南睢县）人，是一名清朝政治人物。
蒋荣昌曾于1809年接替锺琦任苏松道道员一职，1809年由锺琦接任。